# Passalotis irianthes
Passalotis irianthes är en fjärilsart som beskrevs av Edward Meyrick 1932. Passalotis irianthes ingår i släktet Passalotis och familjen fransmalar. Inga underarter finns listade i Catalogue of Life.